# سوكهافاتي

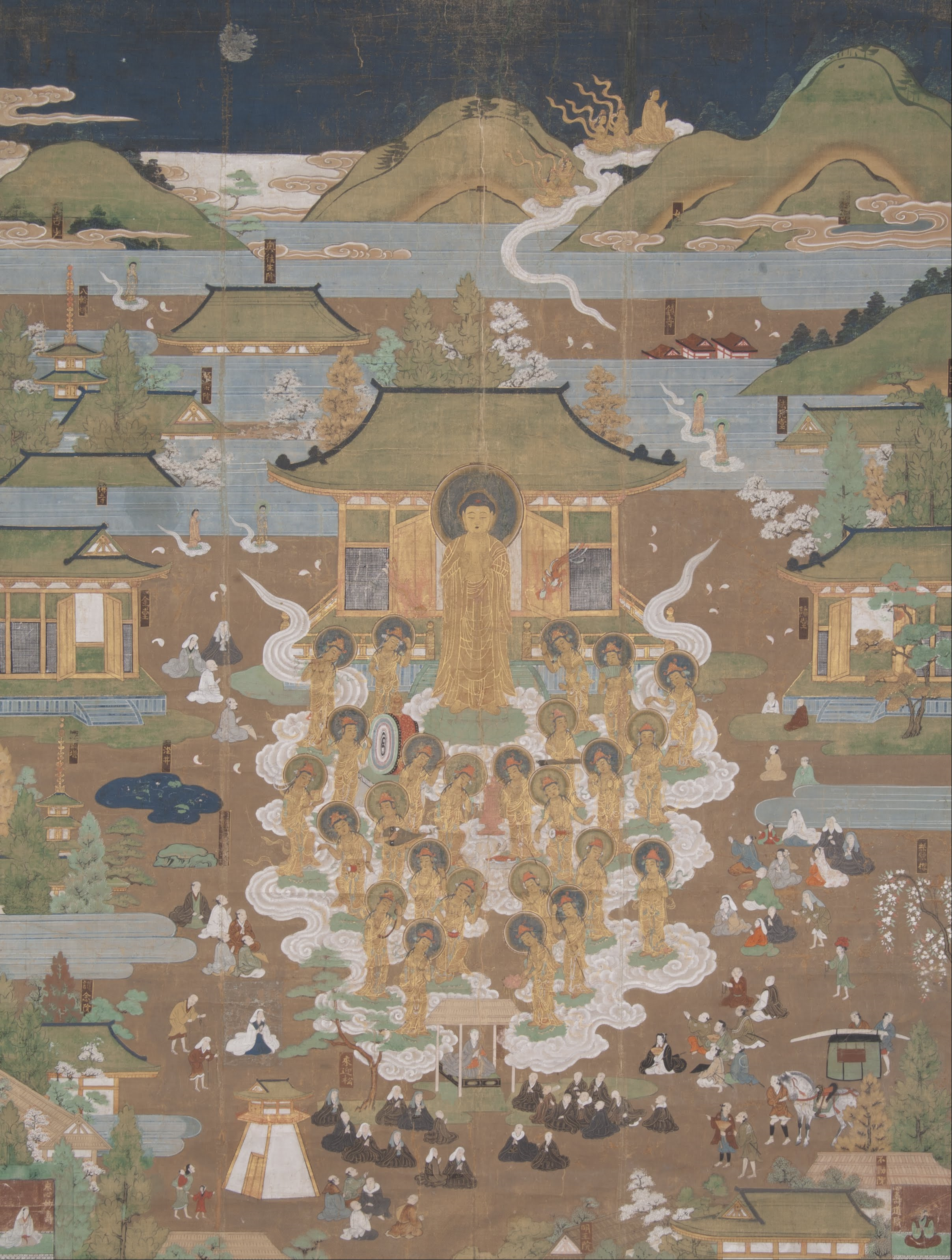
الأميتابها يرحب بـ تشوجو-هيمي في الجنة الغربية (لوحة لفافة مُعلقة يابانية ، القرن السادس عشر ، مملوكة لمتحف جامعة ميشيغان للفنون)

سوكهافاتي ، أو كما تُعرف بـالجنة الغربية وتشير إلي الأرض الغربية النقية لأميتابها في بوذية ماهايانا. وتكتب بـالسنسكريتية sukhavatī أو sukhāvatī هي الشكل الأنثوي للكلمة السنسكريتية sukhāvat (والتي تعني بالعربية «مليء بالبهجة أو هناء»)،   والكلمة مركبة من مقطعين وهي sukha (والتي تعني بالعربية «بهجة، فرح») وvat- (والتي تعني «مليئة بـ»).

## الكلمة في لغات أُخري
هناك عدد من الترجمات لكلمة سوكهافاتي السنسكريتية .
فهذه الكلمة بالتبتية Dewachen (فتكتب بالتبتية: བདེ་བ་ཅན་ والتي تُنطق: bde ba can ، والتي تعني بالعربية: «أرض الهناء»).
و في اللغة الصينية Jílè (فتكتب بالصينية: 極樂 والتي تعني بالعربية «النعيم المُطلق») أو Ānlè (فتكتب بالصينية 安樂 والتي تعني بالعربية «النعيم الآمن»)، أو Xītiān (فتكتب بالصينية 西天 والتي تعني بالعربية «الجنة الغربية»).
في اللغة اليابانية Gokuraku (فتكتب باليابانية: 極楽 والتي تعني بالعربية «النعيم المُطلق») أو Anraku (فتكتب باليابانية: 安楽و التي تعني بالعربية «النعيم الآمن»).
و في اللغة الكورية، يطلق عليها «أرض النعيم المُطلق الغربية النقية» (فتكتب بالكورية 정토 وبالهانجا: 西方極楽浄土 وبأسلوب الرومنة كورية منقحة: Seobang Geungnak Jeongto) أو بإختصاراً Jeongto والتي تعني بالعربية «الأرض النقية» (فتكتب بالكورية 서방극락정토 وبالهانجا: 浄土)
في اللغة الفيتنامية، يطلق عليها أسم Cực lạc (فتكتب بالـهان نوم: 極樂 والتي تعني بالعربية «النعيم المُطلق») أو Tây Phương Tịnh Độ (  فتكتب بالـهان نوم: 西方浄土 والتي تعني بالعربية «الأرض الغربية النقية»).

## تسعة مستويات للولادة
في الجزء الأخير من نص أميتايوردهيانا سوترا البوذي ، يناقش غوماتا بوذا المستويات التسعة التي يصنف فيها أولئك الذين ولدوا في الأرض النقية.
و وقام بترتيبها من الأعلي إلي الأدني كالتالي
1-المستوي الأعلي من الدرجة العُليا
2- المستوى المتوسط من الدرجة العُليا
3-المستوي الأدنى من الدرجة العُليا
4- المستوي الأعلي من الدرجة المتوسطة
5-المستوي المتوسط من الدرجة المتوسطة
6- المستوي الأدنيمن الدرجة المتوسطة
7- المستوي الأعلي من الدرجة الدنيا
8- المستوي المتوسط من الدرجة الدنيا
9- المستوي الأدني من الدرجة الدنيا
وفقًا لبوذا، يمكن لجميع درجات البشر التسعة تحقيق ولادة جديدة في الأرض النقية إذا فكروا في أميتابها أو على الأقل طلبوا اسمه. وهذا مشابه للنذور الـ 48 التي قدمها أميتابها، وفقًا لما ذكر في كتاب "الحياة اللانهائية سوترا  ، والذي يتضمن النذر الأول.
.

## الجنازات البوذية
في البوذية التبتية، يتم استدعاء عالم السوكهافاتي خلال الجنازات البوذية فيعد هذا العالم هو الوجهة المفضلة للمتوفى البوذي.  وغالبًا ما تكون هذه الطقوس مصحوبة بـالتانترا المستمدة من تقنية بهوا phowa («نقل الوعي») إلى أرض أميتابها النقية، والتي يؤديها اللاما نيابة عن الراحل. يوضح هالكياس في كتابه Halkias (2013:148) أن «السوكهافاتي تظهر في الطقوس الجنائزية والكتب المقدسة المخصصة لرعاية الموتى (' das-mchod). يختلف هيكل وأداء مراسم الموت التبتية وفقًا لسلسلة محددة من الأحداث. . . طوال مدة هذه الطقوس، يتم إقناع الموتى بمستويات متزايدة من الوضوح حتى يحين وقت انتقال الطقوس إلى السوكهافاتي».
رايغو (باليابانية: 来迎 والتي تعني بالعربية «نهج الترحيب») ويشير هذا المصطلح في البوذية اليابانية هو ظهور الأميدا على سحابة«أرجوانية» أو شيون (紫雲) وقت وفاة المرء. والاعتقاد الأكثر شيوعًا هو أن الروح ستغادر بعد ذلك إلى الجنة الغربية. وهذا يظهر بكثرة في عدد من اللوحات اللفات المُعلقة تقوم بتصوير الجنة الغربية.

## الأسماء
تمت تسمية عدد من المعابد باسم سوكهافاتي:
- مثل معبد كيك لوك سي، بماليزيا
- معبد كيك لوّك سيه، بـ ماليزيا
- معبد جيلي، بمدينة هاربين، الصين
- معبد Shinshōgokuraku-ji ، كيوتو، اليابان

## روابط خارجية
- Sukhāvatīvyūha Sūtra ، Amitabha Sutra
- Dol-po-pa’s : صلاة من أجل الميلاد عالم السوكهافاتي